# Nycteola albivaria
Nycteola albivaria är en fjärilsart som beskrevs av W. Warren 1913. Nycteola albivaria ingår i släktet Nycteola och familjen trågspinnare. Inga underarter finns listade i Catalogue of Life.